# Toi... Émois
 (septembre 2012).
Si vous disposez d'ouvrages ou d'articles de référence ou si vous connaissez des sites web de qualité traitant du thème abordé ici, merci de compléter l'article en donnant les références utiles à sa vérifiabilité et en les liant à la section « Notes et références ».
Albums de Hélène Rollès
Le Miracle de l'amour
(1994) À force de solitude
(1997)
Singles
1. Toi
Sortie : Décembre 1995
2. Je t'aime
Sortie : Avril 1996
3. Partir avec toi
Sortie : Avril 1996

Toi... Émois est le cinquième album studio de la chanteuse Hélène Rollès.

## Historique
Sorti en décembre 1995 chez AB Disques/BMG, l'album fut également publié en Russie et en Norvège.
Cet opus ne rencontrera pas le succès des précédents, il ne se vendra qu'à moins de 20 000 exemplaires selon Infodisc. 

## Liste des chansons
1. Je t’aime
2. Partir avec toi
3. Souvenirs d’enfance
4. Quand une fille aime un garçon
5. Tout cet amour
6. Longtemps déjà
7. Compte les étoiles
8. Si j’avais su
9. Où s’en va le monde ?
10. Toi

## Singles
- Décembre 1995 : Toi
- Avril 1996 : Je t’aime / Partir avec toi

## Crédits
- Paroles : Jean-François Porry
- Musiques : Jean-François Porry / Gérard Salesses

## Classements
| Pays   | Meilleure position |
| ------ | ------------------ |
| France | 39                 |